# 燕麥工作室
燕麥工作室（英語：Oats Studios）是一間由南非導演尼爾·布洛姆坎普於2017年創立的美國製片公司。
該公司最早是在2017年由布洛姆坎普創立，並確認將會推出一系列實驗性短片和其他內容；短片都會在YouTube上免費供人觀看，並讓用戶透過Steam來付費下載其素材和相關產品。燕麥工作室的目標是製作許多原創和有趣內容的短片，最終來衡量是否製作成完整的電影和系列作品。
其短片皆是由布洛姆坎普執導和編劇，而當中的演員有部分是以前曾和他合作過的對象，如沙托·科普利、尤金·庫姆班伊華、雪歌妮·薇佛、達科塔·芬妮和史提夫·鮑伊（Steve Boyle）。
2018年4月11日，《火力地堡》計劃透過募資來拍成長片。但在經過九天後，這項募資活動已取消，並已退款給贊助者們。

## 作品
- 2017年6月4日：《拉卡》

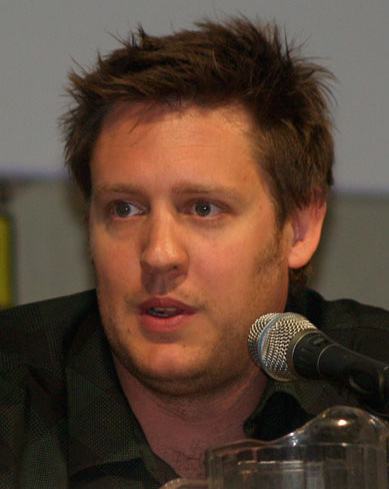
尼爾·布洛姆坎普為Oats Studio的創立者

- 2017年6月20日：《比爾上菜：刀騙》（Cooking With Bill: Damasu 950）
- 2017年6月28日：《火力基地》（Firebase）
- 2017年7月6日：《上帝：塞倫蓋提》（God: Serengeti）
- 2017年7月7日：《比爾上菜：壽司》（Cooking With Bill: Sushi）
- 2017年7月7日：《比爾上菜：超級快素》（Cooking With Bill: PrestoVeg）
- 2017年7月7日：《比爾上菜：冰沙》（Cooking With Bill: Smoothie）
- 2017年7月12日：《合子異種》（Zygote）
- 2017年8月3日：《卡普徹：蝗蟲》（Kapture: Fluke）
- 2017年10月3日：《亞當：第2集》（ADAM: The Mirror）
- 2017年11月3日：《執政官》（Praetoria）
- 2017年11月21日：《格但斯克》（Gdansk）
- 2017年11月30日：《亞當：第3集》（ADAM: Episode 3）
- 2018年9月21日：《上帝：芝加哥》（God: City）
- 2020年11月11日：《壞總統》（BAD PRESIDENT）

### 主要短片
在該公司製作的短片中，其中包括了幾部長達20分鐘上下的短片。

#### 《拉卡》
2017年6月14日，第一支短片《拉卡》釋出，其故事分為三個章節；劇情描述2020年，鱷魚身形的外星種族殖民地球，殘存人類在慘無人道的對待下，與在亂世中興起的軍火販子和遭外星實驗失敗後丟棄的改造者共同為生存而反擊的故事。
該片由雪歌妮·薇佛主演。

#### 《火力基地》
2017年6月28日，第二支影片《火力基地》上線，講述美軍在越南戰場遭遇怪物「河神（The River God）」的報復性襲擊。「河神」本為越南農民，卻在美軍殺害其妻兒的極度悲痛下轉變成擁有多重能力的生物體，包括隱形、隔空爆體、影響重力場等。而美軍則派出了重裝武器準備徹底殲滅這惡魔一般的身軀...。
該片由史提夫·鮑伊（Steve Boyle）主演。

#### 《合子異種》
2017年7月12日，釋出第三支影片《合子異種》，故事敘述一名女兵貝克莉和失明的士官昆恩在北極一處風雪交加的密閉基地（地獄犬礦業）中，遭到了以人類手掌組成的大型外星怪物威脅；在昆恩自願留下來阻擋怪物而陣亡後，貝克莉必須獨自想辦法躲避其追殺。
該片由達科塔·芬妮主演。

## 外部連結
- 官方网站
- 燕麥工作室的Facebook專頁
- 燕麥工作室的X（前Twitter）
- 燕麥工作室的Instagram帳戶
- 互联网电影数据库上燕麥工作室的资料（英文）
- Oat Studios（页面存档备份，存于）於YouTube上
- OatsStudios Volume 1（页面存档备份，存于）於Steam上